# G-Force Salvatorii Planetei
G-Force: Salvatorii Planetei este un film american live-action din anul 2009 de familie, aventură și comedie produs de Walt Disney Pictures și Jerry Bruckheimer Films. Regizat de Hoyt Yeatman și scris de by Cormac and Marianne Wibberley scenariul aparținându-i lui Yeatman, filmul marchează debutul acestui scenarist, acesta lucrând în trecut pentru efectele vizuale, ale unor proiecte ononim recunoscute de Didnry sub egida Dream Quest Images. 
In varianta originală vocile le aparțin lui Zach Galifianakis, Bill Nighy, Will Arnett Sam Rockwell, Tracy Morgan, Penélope Cruz, Jon Favreau, Nicolas Cage, și Steve Buscemi. Sony Pictures Imageworks s-ocupat exclusiv de efectele vizuale ale filmului.
G-Force este disponibil dublat în limba română din anul 2019 in cadrul platformei operaționale HBO GO.